# Große Sternallee
Die Große Sternallee ist eine Allee durch den Großen Tiergarten in Berlin. Sie verläuft vom Großen Stern bis zur Tiergartenstraße gegenüber der Indischen Botschaft. Sie kreuzt zudem den Großen Weg und den Ahornsteig.

## Geschichte
Die Große Sternallee wird oft als kleinere Version der Siegesallee genannt. Bei der Umsetzung der Siegessäule im Jahr 1938 wurden ebenfalls Figurengruppen aus der Siegesallee im Tiergarten verteilt. Mehrere wurden an der Großen Sternallee platziert.
Im Zuge der Umstrukturierung des Großen Tiergartens nach dem Zweiten Weltkrieg wurde die Große Sternallee zur Fußgängerpromenade ausgebaut; die vielen Skulpturen von einst sind entweder zerstört oder eingelagert worden. Die Allee wurde von 1986 bis 1987 anlässlich der 750-Jahr-Feier Berlins zusammen mit der Fasanerieallee renoviert.
Koordinaten: 52° 30′ 43″ N, 13° 21′ 22,2″ O